# Bruckner (Duo)
Bruckner ist ein deutsches Indiepop-Duo aus Regensburg, das aus den beiden Brüdern Jakob (* 1990 in Prien am Chiemsee) und Matti Bruckner besteht.

## Band
Jakob und Matti Bruckner sind die Söhne eines Musiklehrers, sie haben noch drei weitere Geschwister, zwei Schwestern und einen Bruder. Ihre Kindheit verbrachten sie in Pittenhart in der Nähe des Chiemsees und erlernten verschiedene Instrumente wie Klavier, Gitarre und Bass. Jakob und Matti Bruckner besuchten das Hertzhaimer-Gymnasium Trostberg. 2010 zog Jakob Bruckner nach Regensburg, um Englisch und Sport auf Lehramt an der dortigen Universität zu studieren. Später zog auch Matthias Bruckner nach Regensburg.

## Geschichte
Nachdem Jakob Bruckner einen Musikwettbewerb der Passauer Neuen Presse gewonnen hatte, spielte er 2013 zusammen mit seinem Bruder Matti bei verschiedenen Künstlern der deutschen Pop-Szene als Supportact. Darunter Musiker wie Christina Stürmer, Mark Forster, Sarah Connor und Max Giesinger.
Im Jahr 2017 veröffentlichten die beiden Brüder ihre erste EP Berg, die von David Jürgens und Michael Haves produziert wurde. Und legten 2019 direkt mit ihrer Sprungturm EP nach. Im selben Jahr spielten sie dann auf dem Reeperbahn Festival, sowie weiteren Open Airs, wie dem Watt N Schlick Festival. Es folgte ein Plattenvertrag bei Sony Music. Nach Erscheinen ihrer Singles Weit weg, Zehenspitzen, September sowie Ich und meine Freunde wurde eine große Deutschlandtournee für 2020 angekündigt, die wegen der Corona-Pandemie verschoben werden musste. 
Im April 2020 gründeten Bruckner zusammen mit Antje Schomaker das Social Sofa Festival. Gemeinsam mit anderen Künstlern wie OK Kid, Lea, Faber und vielen mehr sammelte die Band über das Instagram Live Festival Spenden für die Zivile Seenotrettung. Am 26. Juni 2020 wurde ihr Debütalbum Hier veröffentlicht, das auf Platz 32 der deutschen Albumcharts einstieg. Ende des Jahres folgte dann ihre Single Worst Case Band. 
Im Jahr 2021 veröffentlichte das Duo die Single Fuji.
Anfang 2022 erschien die Single Wer wir sind. Im Sommer spielten Bruckner auf verschiedenen deutschen Festivals, wie dem About You Pangea, MS Dockville, Sound of the Forest, Puls Open Air sowie mehreren Cro Support Shows. Im Herbst konnten die beiden Brüder ihre bereits verschobene Tour nachholen.
Im November 2022 kündigte Bruckner seine zweite Albumveröffentlichung Zerrissen und die Tour im April 2023 an.
Für das Southside Festival 2024 in Neuhausen ob Eck wurde Bruckner als Teil des Lines-Ups angekündigt.

## Diskografie
Alben
- 2020: Hier (Columbia Records)[26]
- 2023: Zerrissen (Columbia Records)[25]

EPs
- 2017: Berg
- 2019: Sprungturm

Singles
- 2018: Beifahrersitz
- 2019: Ich und deine Freunde
- 2019: In drei Jahren
- 2020: Für immer hier
- 2020: Weit Weg
- 2020: Worst Case Band
- 2021: Fuji
- 2022: Wer wir sind
- 2022: Gib Gib
- 2022: Ticket für die Nacht feat. anaïs
- 2022: Mercurial Vapor
- 2023: Lost
- 2023: Nero
- 2023: Indigo

Musikvideos
| Jahr | Titel                          | Produktion                                          |
| ---- | ------------------------------ | --------------------------------------------------- |
| 2015 | Zurück ans Meer                | Bruckner                                            |
| 2016 | Berg                           | Bruckner                                            |
| 2017 | So Schön                       | Matti Bruckner, Johannes Damjantschtisch            |
| 2018 | Beifahrersitz                  | Bruckner                                            |
| 2019 | Tischtennistage                | Bruckner                                            |
| 2019 | Ich und deine Freunde          | Felix Urbauer                                       |
| 2019 | In drei Jahren                 |                                                     |
| 2020 | Für Immer Hier                 |                                                     |
| 2020 | Weit Weg                       | Dimitri Hempel, Lea Hohl                            |
| 2020 | Worst Case Band                |                                                     |
| 2021 | Fuji                           | Jonas Borgloh, Miguel Temme                         |
| 2022 | Wer wir sind                   | Kolja Pribbernow, Philipp Volkholz, Vincent Crusius |
| 2022 | Gib Gib                        | Bruckner, Jonas Borgloh, Miguel Temme, Elias Bruns  |
| 2022 | Ticket für die Nacht ft. anaïs | Urs Mader, Robert Winter                            |
| 2022 | Mercurial Vapor                |                                                     |
| 2023 | Lost                           | Urs Mader                                           |
| 2023 | Lost (Zerrissen Session)       | Urs Mader                                           |
| 2023 | Nero                           | Urs Mader                                           |
| 2023 | Indigo                         | Tim Tautorat, SAIN                                  |